# Paul Seabright
Paul Seabright, né le 8 juillet 1958 en Angleterre, est un économiste et professeur d'université britannique.

## Biographie
Paul Seabright a suivi des études de premier cycle au New College (Oxford) et obtenu le congratulatory first class honour en 1980. Il a achevé sa maîtrise en sciences économiques en 1982 et obtenu le titre de Philosophiæ doctor en économie, en 1988, à l'université d'Oxford.
P. Seabright est un ancien Fellow d’All Souls College (université d'Oxford) et de Churchill College (université de Cambridge). Il a été directeur adjoint de la recherche, professeur d'économie et maître de conférences en économie à l'université de Cambridge jusqu'en 2001. 
Il est contributeur à la London Review of Books, ainsi que président du conseil scientifique de Bruegel, rédacteur en chef d’Economic Policy depuis 2001, chercheur au Centre for Economic and Policy Research depuis 1989 et collaborateur du journal Le Monde.
Le docteur Seabright a été consultant auprès de sociétés du secteur privé, de gouvernements et d’organisations internationales, comme la Banque européenne pour la Reconstruction et le Développement, la Banque mondiale, la Commission européenne et les Nations unies. 
Il a enseigné au Madras Institute of Development Studies (en) (1984-1985), à l'Université libre de Bruxelles (1997-98), au Collège d'Europe à Bruges (1998-1999), à l'université autonome de Barcelone (2000) et maître de conférences à l'École polytechnique (1998-2003).
En 2009, il est élu membre du conseil de l'European Economic Association.
L'Académie des sciences morales et politiques lui décerne le prix Zerilli-Marimo 2020 pour l’ensemble de son œuvre.
Il est actuellement professeur d'économie à l'université Toulouse-I Capitole, chercheur à l'Institut d'Économie industrielle (IDEI) et membre de la Toulouse School of Economics (TSE).
Ses recherches actuelles se concentrent sur la théorie microéconomique, l'économie du développement, la politique industrielle dans les économies en transition et les aides publiques à l'industrie.

## Ouvrages
- Merger in Daylight: the economics and politics of European merger control (mit Damien Neven und Robin Nuttall). London, Centre for Economic Policy Research, 1993.
- Competition Policy and the Transformation of Central Europe (mit John Fingleton, Eleanor Fox und Damien Neven). London, Centre for Economic Policy Research, August 1996.
- Trawling for Minnows: European Competition Policy and Agreements between Firms (mit Damien Neven und Pénélope Papandropoulos). London, Centre for Economic Policy Research, June 1998.
- The Institutional Economics of Foreign Aid (mit Bertin Martens, Uwe Mummert und Peter Murrell). Cambridge University Press , 2001.
- The Company of Strangers: A Natural History of Economic Life. Princeton University Press, Mai 2004 (nouvelle édition 2010) ; traduction française: La société des inconnus : histoire naturelle de la collectivité humaine. Markus Haller, 2011.